# Coelorinchus melanosagmatus
Coelorinchus melanosagmatus är en fiskart som beskrevs av Akitoshi Iwamoto och Anderson, 1999. Coelorinchus melanosagmatus ingår i släktet Coelorinchus och familjen skolästfiskar. Inga underarter finns listade i Catalogue of Life.